# Novo Sanzhary (huyện)
Huyện Novo Sanzhary (tiếng Ukraina: Новосанжарський район, chuyển tự: Novo Sanzharys’kyi raion) là một huyện của tỉnh Poltava thuộc Ukraina. Huyện Novo Sanzhary có diện tích 1272 km², dân số theo điều tra dân số ngày 5 tháng 12 năm 2001 là 39995 người với mật độ 31 người/km2. Trung tâm huyện nằm ở Novi Sanzhary.